# Чурсин, Михаил Савельевич
Михаил Савельевич Чурсин (1922—1945) — старший сержант Рабоче-крестьянской Красной Армии, участник Великой Отечественной войны, Герой Советского Союза (1945).

## Биография
Михаил Чурсин родился 18 сентября 1922 года в селе Калабино (ныне — Задонский район Липецкой области). После окончания восьми классов школы работал трактористом. В 1941 году Чурсин был призван на службу в Рабоче-крестьянскую Красную Армию. С 1942 года — на фронтах Великой Отечественной войны.
К марту 1945 года гвардии старший сержант Михаил Чурсин командовал орудием 315-го гвардейского истребительно-противотанкового артиллерийского полка 27-й армии 3-го Украинского фронта. Отличился во время освобождения Венгрии. 12 марта 1945 года расчёт Чурсина отражал немецкие контратаки в районе озера Веленце у населённого пункта Хайду, подбив 4 вражеских танка. В том бою Чурсин погиб. Похоронен на месте своего последнего боя.
Указом Президиума Верховного Совета СССР от 26 июня 1945 года гвардии старший сержант Михаил Чурсин посмертно был удостоен высокого звания Героя Советского Союза. Также был награждён орденами Ленина и Отечественной войны 2-й степени, рядом медалей.